# 春里村
春里村（はるさとむら）は、かつて岐阜県可児郡にあった村である。
現在の可児市南西部に該当し、愛知県との境になる。
この一帯は、中世までは矢集郷という郷であったという。また、かつては春泉庄という荘園があり、村名はこの荘園名に由来するという。

## 歴史
- 江戸時代末期、この地域は美濃国可児郡に属し、尾張藩領、天領、旗本領であった。
- 1889年（明治22年）7月1日 - 塩村、矢戸村、坂戸村、長洞村、室原村、塩河村が合併し、春里村となる。
- 1955年（昭和30年）2月1日 - 今渡町、広見町、土田村、久々利村、平牧村、帷子村と合併し可児町となる。同日、春里村廃止。

## 学校
- 春里村立春里小学校（現・可児市立春里小学校）
- 今渡町・土田村・春里村・帷子村4ヶ町村立蘇南中学校（現・可児市立蘇南中学校 [1]）

## 交通
- 名古屋鉄道広見線
  - 春里駅[2]

## 観光
- 鬼ヶ島
  - 愛知県犬山市の桃太郎神社に伝わる桃太郎伝説では、鬼ヶ島は可児川の中洲にある島[3]とされている[4]。